# Trichomesosa bifasciata
Trichomesosa bifasciata là một loài bọ cánh cứng trong họ Cerambycidae.